# Alessandro Riguccini
Alessandro Riguccini (Firenze, 25 marzo 1988) è un pugile e kickboxer italiano.
Nel pugilato professionistico è imbattuto (31 vittorie, di cui 27 per KO). E' campione del mondo ad Interim WBA dei pesi superleggeri.
È inoltre campione del mondo Wako Pro di kickboxing nei pesi leggeri e di full contact nei pesi medi, campione del mondo WKA e IKTA di K1 pesi superleggeri e campione del mondo Kombat League di kickboxing dei pesi superwelter.

## Carriera

### Carriera da dilettante
Riguccini ha vinto i campionati italiani juniores di sanda (disciplina affine alla kickboxing, affiliata alla FIWuK) per due anni consecutivi (2006 e 2007) ed è arrivato secondo ai mondiali CKA tenutisi a Perugia nel 2007, sconfitto in finale dal russo Aaram Kuzmenov. Passato alla kickboxing professionale, nel 2008 si è trasferito a Cuba per allenarsi con il due volte campione olimpico di pugilato (Barcellona 1992 e Atlanta 1996) Héctor Vinent. Alla fine della sua carriera dilettantistica ha conseguito un record di 111 incontri dei quali novantasei vinti, undici persi e quattro pareggiati.

### Carriera da professionista

#### Primi titoli nella kickboxing

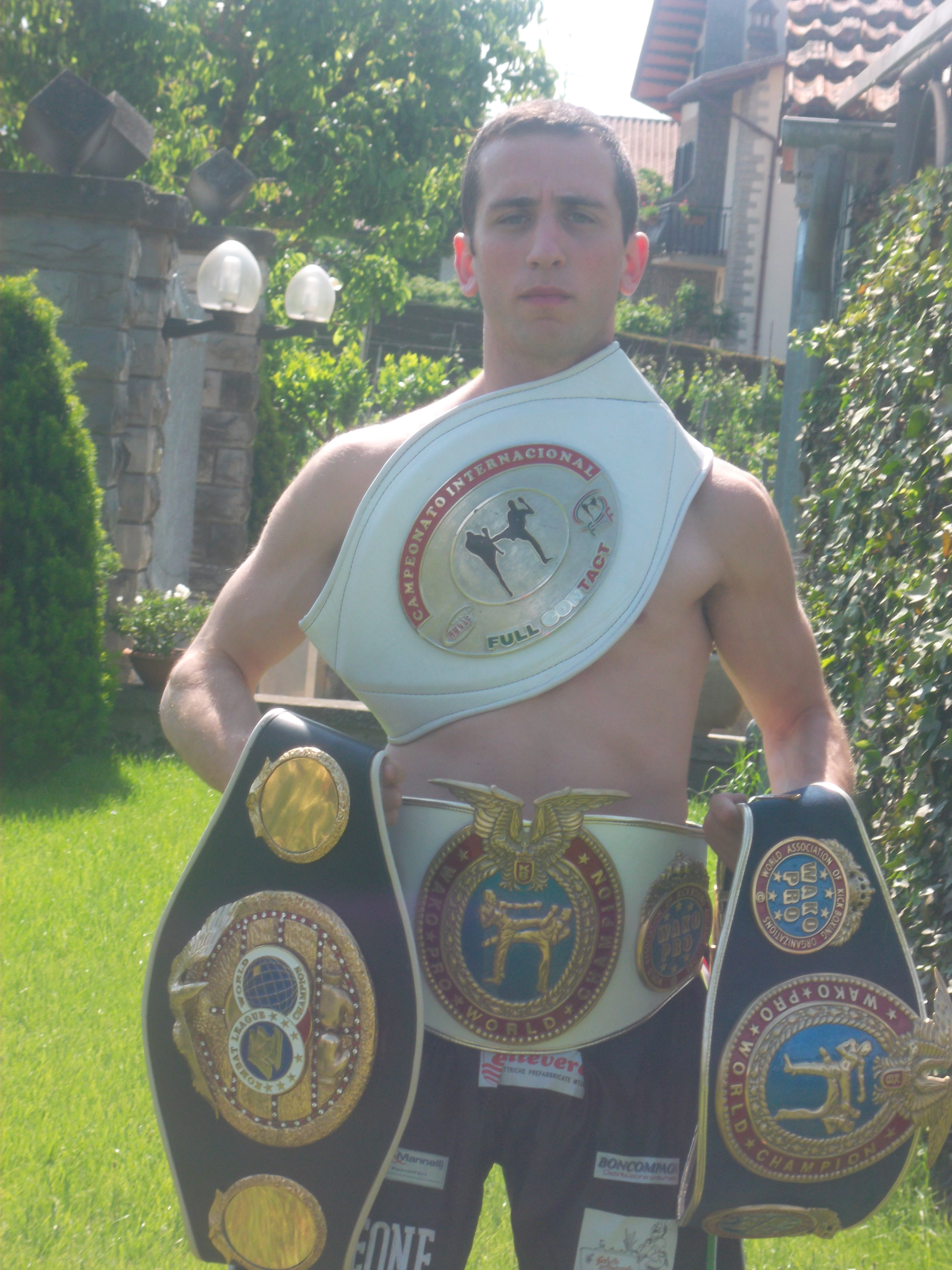
Alessandro Riguccini campione indiscusso nella kickboxing

Rientrato da Cuba, Riguccini ha avuto la possibilità di conquistare il suo primo titolo mondiale Wako Pro di kickboxing il 6 marzo 2010 contro il campione francese Ibrahim Chiahou. L'incontro, svoltosi a Sansepolcro (città dove Riguccini ha vissuto la giovinezza e l'adolescenza e dove ha voluto disputare numerosi incontri) nel limite della categoria welter ha visto prevalere il transalpino. Successivamente, il 19 novembre del medesimo anno, Riguccini ha sconfitto il belga Rachid Boumalek (che si presentava all'incontro forte di uno score di 110 vittorie, 5 pareggi e 5 sconfitte), vincendo il titolo mondiale Wako Pro di full contact dei pesi medi. Il match si è risolto per K.O. alla nona ripresa. Il 2 luglio 2011 a Torino Riguccini sconfigge per KO alla seconda ripresa l'uruguaiano Juan Manuel Ramírez, divenendo così campione del mondo di kickboxing della Kombat League e detenendo allo stesso tempo il titolo mondiale Wako Pro di full contact. In seguito, il 24 febbraio del 2012, Riguccini ha sconfitto il serbo Aleksandar Gogić (che è stato medaglia d'argento ai mondiali Wako 2007 a Belgrado perdendo in finale con il campione Ucraino Maksym Glubočenko, medaglia d'oro agli europei Wako 2008, medaglia di bronzo europei Wako 2010 e 2011 e campione dei Balcani Wako, questi i titoli ottenuti), vincendo il titolo mondiale Wako Pro dei leggeri. Il match si è risolto ai punti con decisione unanime alla quinta ripresa.

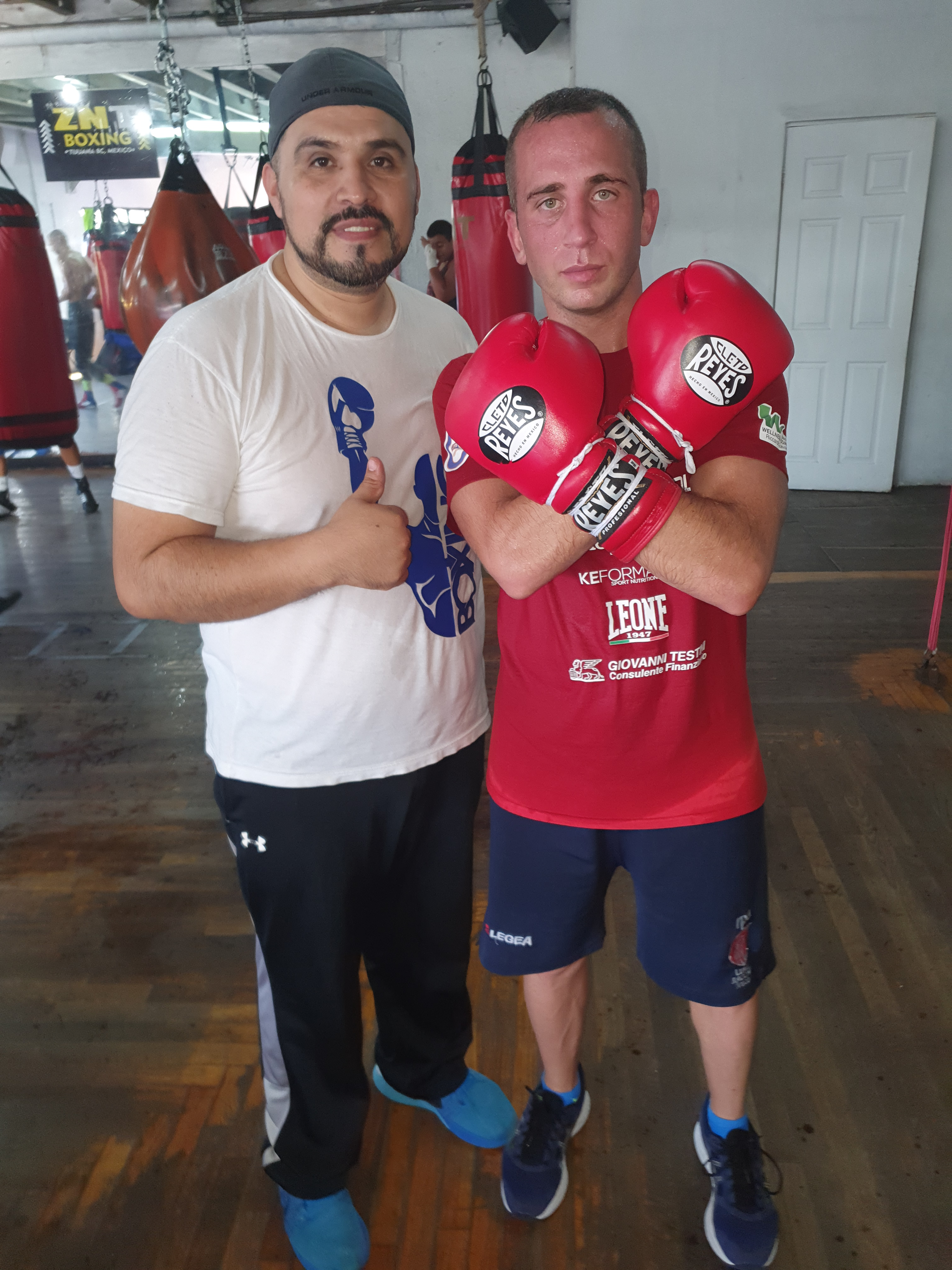
Alessandro Riguccini e l'allenatore Fernando Fernandez in Tijuana

#### Passaggio al pugilato professionistico e trasferimento in Messico
Dopo tredici match da dilettante (di cui sette vinti, tre persi e tre pareggiati) Riguccini decide di passare al pugilato professionistico sotto i manager "Conti Cavini" e fa il suo debutto il 27 gennaio 2012 battendo ai punti con decisione unanime l'ungherese Zoltan Janos Horvat.
Dopo aver rescisso il contratto con la colonia manager "Conti Cavini" Riguccini si trasferisce in Messico il 22 agosto 2012 per intraprendere il suo nuovo cammino di pugile professionista. Si stabilisce quindi a Città del Messico dove è rappresentato dalla Zanfer Promotions (e dove è allenato da Jorge Barrera, fratello di Marco Antonio Barrera) alla "Barrera Gym" insieme ad altri campioni come Moisés Fuentes e Daniel Rosas). Il 28 settembre 2012 esordisce in Messico battendo per KO alla seconda ripresa il pugile locale ventiduenne Eduardo Vargas. Successivamente il 27 ottobre ottiene la sua seconda vittoria in territorio messicano mettendo KO al primo round il veterano messicano Leonardo Reséndiz nel suo primo match a 8 round. Dopo diciotto giorni dal successo contro Leonardo Reséndiz ottiene un'altra vittoria per KO nel secondo round contro Gabriel López in un match programmato sulle 8 riprese svoltosi alla Ex-Hacienda De Caltengo a Tepeji del Rio. Il 5 dicembre ritorna sul ring e vince ancora per KO al secondo round Hugo “El Poeta” Pacheco in un match di otto riprese svoltosi alla Explanada Municipal di Tepeji del Rio.. Dopo appena dieci giorni, il 15 dicembre combatte di nuovo in un match di collaudo a quattro round contro Orlando "Meteorito" García presso l'Auditorio Municipal di San Juan Zitlaltepec, vincendo tutti e quattro i round e ottenendo una decisione unanime.
Il 28 dicembre 2012, dopo sei match professionistici, Riguccini affronta il ventiseienne Eugenio "Dinamita" López in un incontro di dodici round con in palio il titolo FECARBOX WBC dei pesi superpiuma. L'incontro si risolve per KO al quarto round quando Riguccini manda al tappeto López con un montante destro in indietreggiamento.

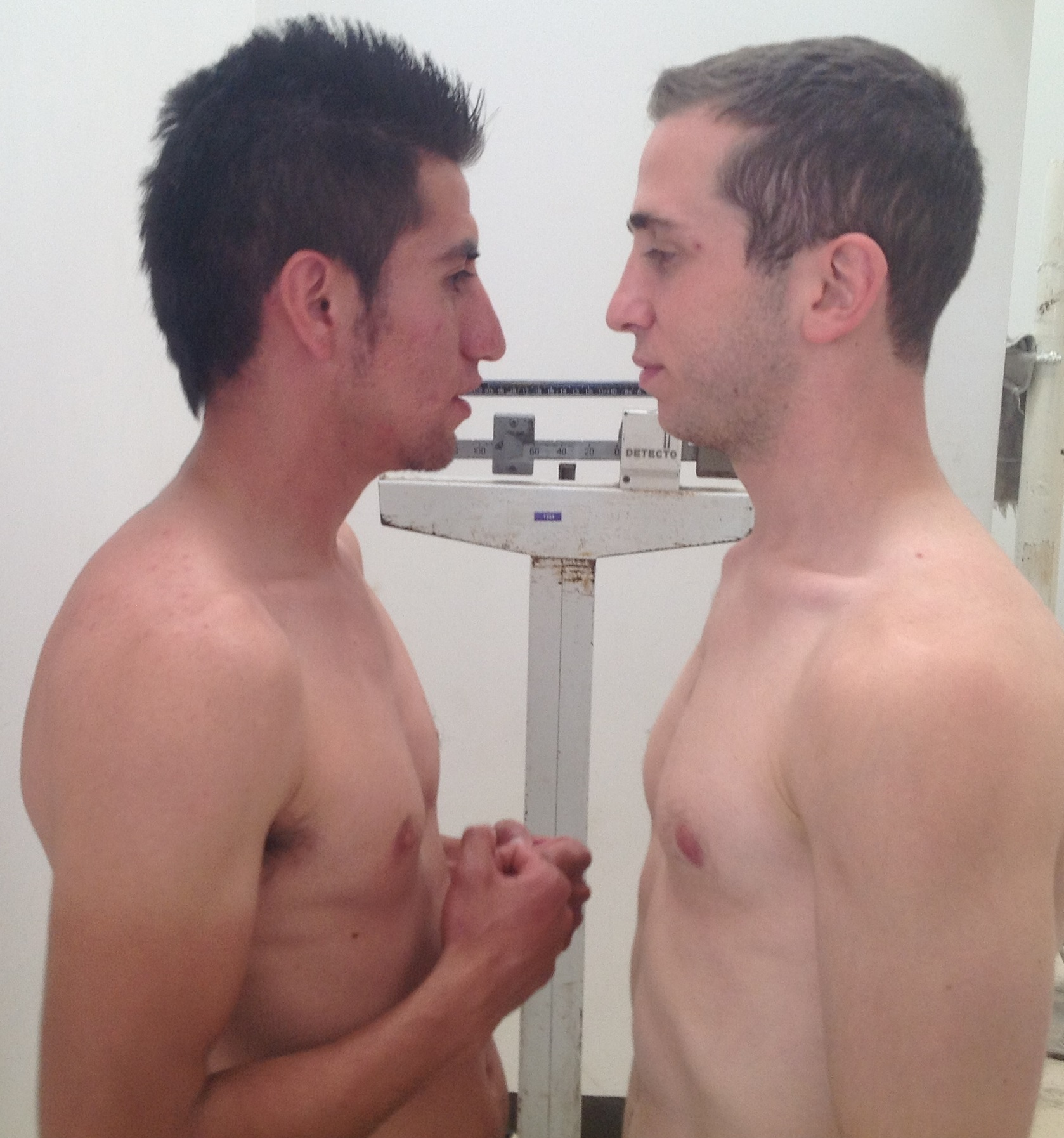
Riguccini al peso contro Oscar Arenas

Il 12 gennaio 2013 Riguccini affronta per un match di collaudo mettendo KO nella prima delle sei riprese programmate il messicano Mauricio Becerril. Poco dopo, il 29 gennaio ottiene una decisione unanime contro il pugile messicano Tomás Sierra in un combattimento di otto round presso l'Auditorio Municipal de Benito Juárez a Tepeji del Rio. Successivamente il 9 febbraio sconfigge per KO nella prima ripresa (delle otto programmate) il messicano Neftalí Pérez presso l'Expo Feria di Hidalgo. Il 19 febbraio 2013 batte per squalifica all'ottavo round (dei dodici previsti) Óscar Arenas che si presentava con un record di ventitré vittorie (di cui venti per KO) e cinque sconfitte.

#### Ritorno in Italia e alla kickboxing
Dopo essere rientrato in Italia, forte dell'esperienza pugilistica maturata in Messico decide di provare a diventare campione del mondo anche nella specialità del K1. Il 5 ottobre 2013, presso il palasport "Le Caselle" di Arezzo, Riguccini batte il romeno Cosmin "Gengis Khan" Zbranca e conquista il mondiale unificato WKA e IKTA di K1 divenendo campione del mondo anche in questa disciplina.
Il 20 dicembre 2014 Riguccini ha difeso con successo presso il Palazzetto dello Sport di Sansepolcro il titolo mondiale da lui conquistato contro Cosmin Zbranca il 5 ottobre 2013 contro lo Svizzero Fabrizio Figarù.
Il 20 febbraio 2016 difende con successo presso il palazzetto dello sport di San Giovanni Valdarno il titolo mondiale da lui conquistato contro Cosmin Zbranca il 5 ottobre 2013 contro il kazako Gennady Liviu Petre.

#### Ritorno in Messico alla boxe professionistica
Il 12 novembre torna in Messico per riprendere la sua carriera professionistica nella boxe in modo da raggiungere traguardi importanti anche in questo sport. Il 10 dicembre affronta Mario Alberto Mondragón in un match a dieci round presso Guanajuato e vince per KO nel terzo round atterrandolo per un totale di quattro volte durante l'incontro. Il 21 gennaio affronta sulle otto riprese il sinaloense Adrián Reyes battendolo per KO nel primo degli otto round programmati e rimanendo imbattuto dopo tredici incontri. Dopo appena due settimane ritorna sul ring nel sottoclou di Jackie Nava vs Ana María Lozano in un evento organizzato dalla Zanfer Promotion battendo per KO alla prima ripresa (delle sei programmate) il messicano Plácido Pérez Soria.. Dopo essersi trasferito a Guasave (Sinaloa) ritorna sul ring il 18 marzo battendo per KO effettivo al primo round (dei dieci programmati) Hugo Hernandez portando il suo record a quindici vittorie e nessuna sconfitta con undici KO. In seguito, il 1º aprile 2017, batte per KO al quarto round (dei dieci programmati) il locale Carlos López raggiungendo lo score di sedici vittorie (delle quali dodici per KO) e nessuna sconfitta.

#### Titolo mondiale World Boxing Federation unificato a titolo internazionale IBF pesi leggeri

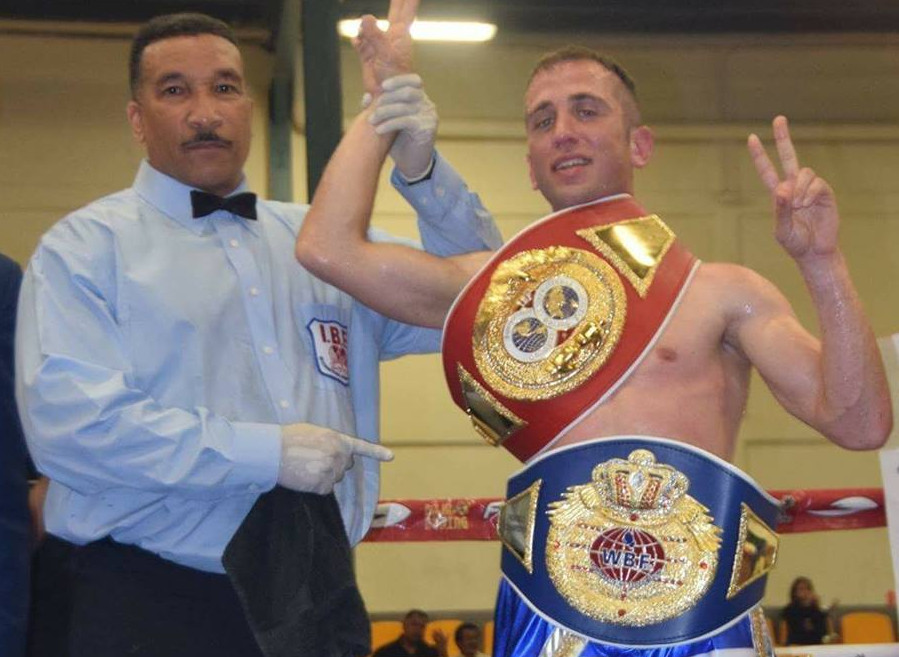
Tony Weeks proclama Alessandro Riguccini campione del mondo di pugilato nei leggeri

Il 22 aprile 2017 gli si presenta l'opportunità di diventare campione del mondo anche nel pugilato. Si trova di fronte l'esperto Jesús Antonio Ríos il quale si presenta al match con un record di trentasei vittorie (di cui ventinove per KO), nove sconfitte, un pareggio e un no-contest a fronte dei sedici incontri (tutti vinti di cui dodici per KO) che ha affrontato Riguccini. Il match inizia in salita per Riguccini che sui cartellini dopo due round risulta pari per due giudici (19-19) e sotto di due punti per il terzo giudice (18-20). Verso la metà del terzo round riesce a colpire Ríos con un diretto destro che gli permette di mettere a segno ai danni dell'avversario una serie di colpi la quale obbliga l'arbitro (Tony Weeks) a interrompere l'incontro e consegnare la vittoria del titolo Mondiale a Riguccini per KO tecnico incoronandolo così campione del mondo della World Boxing Federation e campione Internazionale della IBF entrambe nei pesi leggeri.
A meno di un mese di distanza dalla vittoria del titolo mondiale di pugilato dei pesi leggeri Riguccini torna sul ring in un match a dieci riprese nel quale affronta il messicano Jesús Valenzuela presso lo Score Bar di Guasave, a Sinaloa, battendolo per KO al secondo round. Il giorno 2 giugno torna sul ring a Sinaloa e batte il messicano Christián Valverde per KO al secondo round portando il suo score a 19-0 con 15 KO.
Il 25 novembre 2017 affronta l'ex campione WBC Edgar Puerta in un incontro a 10 rounds senza titolo mondiale in palio, vincendo per KO tecnico alla seconda ripresa.
Il 24 Marzo 2018 sconfigge il Sinaloense Bryan Romero Castillo, che si presentava al match con un record di 20 vittorie (15 Ko) ed 1 sconfitta, per KO effettivo ad 1 minuto e 21 secondi del primo round raggiungendo così un record perfetto di 21 vittorie (17 Ko) e nessuna sconfitta.

#### Titolo mondiale WBC silver dei pesi welter
Il 27 ottobre 2018 vince il titolo mondiale WBC Silver dei pesi welter portando il suo record a 22 vittorie (18 KO) e nessuna sconfitta e divenendo così campione del mondo di pugilato e di kickboxing in federazioni globalmente riconosciute (rispettivamente WBC e Wako Pro).

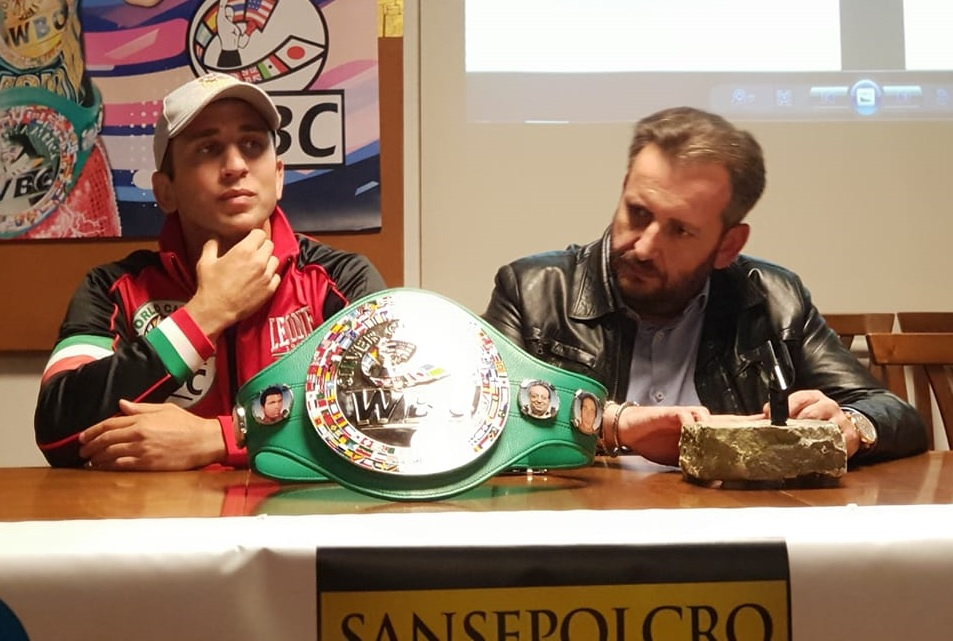
Alessandro Riguccini e il suo manager Marco Piccini

#### Difesa del titolo mondiale WBC silver dei pesi welter
Il 26 aprile 2019 difende con successo il titolo mondiale WBC Silver dei pesi welter contro il messicano Iván Álvarez Ruiz presso il Tuscany Hall di Firenze. Riguccini colpisce immediatamente al fegato con un montante sinistro di prima e il messicano accusa pesantemente. Riguccini se ne accorge ed immediatamente lo chiude alle corde scaricando colpi veloci e potenti e facendo contare per tre volte Álvarez il quale al terzo conteggio viene definitivamente fermato per KO tecnico.

#### Seconda difesa del titolo mondiale WBC silver dei pesi welter
Il 26 ottobre 2019 difende con successo il titolo mondiale WBC Silver dei pesi welter in suo possesso contro il venezuelano Juán Ruiz presso la Plaza de Toros di Cancún (Messico). L'incontro inizia in parità e Riguccini si trova in difficoltá nel trovare un bersaglio mentre colpisce l'alto venezuelano. Nel secondo round però riesce a colpire ripetutamente al corpo Ruiz il quale subendo ulteriori colpi al corpo anche nel terzo round non risponde alla campana del round numero quattro. Più avanti verrà accertato che il ritiro è stato a causa della rottura di una delle costole nel fianco sinistro. Il 21 Novembre 2020 dopo più di un anno di fermo, a causa della pandemia mondiale di COVID-19, sale di nuovo sul ring in un match a 10 round per la seconda volta contro Iván Álvarez Ruiz sconfiggendolo per KO all'inizio del terzo round con un potente pugno diretto al plesso solare.

#### Terza difesa del titolo mondiale WBC silver dei pesi welter
Il 19 marzo 2021 difende con successo il titolo mondiale WBC Silver dei pesi welter in suo possesso per la terza volta contro l'ex campione del mondo WBA dei pesi superleggeri, il venezuelano Johan Perez presso il Salon SNTE 53 di Guasave (Sinaloa). L'incontro inizia nel primo round con delle fasi di studio e con Riguccini che cerca il bersaglio soprattutto alla figura dell'avversario. All'inizio del secondo round colpisce con precisione il fegato dell'avversario con un gancio sinistro che lo costringe alla resa. Circa un anno dopo risale sul ring contro l'esperto messicano Eleazar Valenzuela Carrillo (il quale era già stato avversario di pugili illustri come Miguel Berchelt, Jose Zepeda e Emanuel Navarrete) vincendo per KO alla terza ripresa grazie ad una serie di colpi al corpo. Ripete la vittoria nel Febbraio 2023, questa volta dopo 5 combattutissimi rounds al termine dei quali Riguccini vince per KOT per una serie di colpi al corpo.

#### Titolo Fedecentro WBA pesi super welter
Il giorno 18 Maggio 2024 disputa il vancate titolo Fedecentro dei pesi super welter battendo a 2:39 del primo dei dieci rounds previsti il cubano Rordani Flores mediante un gancio sinistro alla tempia. L'incontro si è disputato presso il Palacio de los Eventos dell'Hotel Maruma a Maracaibo in Venezuela.

#### Titolo Internazionale WBA pesi super leggeri
Il 15 Novembre 2024 sconfigge alla prima ripresa il messicano Patricio Lopez Moreno nell'incontro a 10 rounds valido per il titolo Internazionale WBA. Lopez si presentava forte di uno score di 31 vittore e 5 sconfitte e aveva combattuto con l'argento olimpico Shakhram Giyasov e con il campione del mondo WBO Denys Berinchyk perdendo per decisione unanime con quest'ultimo. Tale vittoria gli ha garantito la quindicesima posizione in classicifa nella WBA per i pesi superleggeri.

#### Titolo Mondiale WBA ad Interim pesi super leggeri
Nel luglio 2025, Alessandro Riguccini disputa a Tirana, in Albania, il match più importante della sua carriera contro l’imbattuto venezuelano Jesús Antonio Correa Pinto, per il titolo mondiale WBA ad Interim dei pesi superleggeri. Davanti a una gremita cornice internazionale al Tirana Olympic Park, Riguccini si impone con autorità, mettendo a segno un potente gancio sinistro al fegato che chiude l’incontro alla seconda ripresa. Con questa vittoria, conquista il titolo mondiale WBA ad Interim, portando il suo record a 31 vittorie (27 KO), 0 sconfitte.

## Titoli e riconoscimenti

### Pugilato professionisti
- - Campione del mondo WBA pesi superleggeri [95][96]
  - Campione del mondo WBC Silver pesi welter (3 difese del titolo)[97][98][99]
  - Campione del mondo World Boxing Federation pesi leggeri[100]
  - Campione internazionale IBF pesi leggeri
  - Campione internazionale WBA pesi super leggeri[101]
  - Campione Fedecentro WBA pesi super welter
  - Campione WBC FECARBOX pesi superpiuma[102]
  - Aprile 2017 "Boxer of the Month" World Boxing Federation[103]

### Kickboxing professionisti
- Kickboxing
  - Campione del mondo Wako Pro kickboxing pesi leggeri -62.2 kg[104][105][106]
  - Campione del mondo Wako Pro full contact pesi medi -71.8 kg[107]
  - Campione del mondo WKA K1 pesi superleggeri -63,5 kg(2 difese del titolo);[108]
  - Campione del mondo Kombat League kickboxing pesi superwelter -69.9 kg[109]
  - Campione del mondo IKTA K1 pesi superleggeri -63,5 kg(2 Difese del titolo);[110]
  - Campione internazionale WMMAF full contact pesi superwelter -69.9 kg[111]
  - Sfidante al titolo mondiale Wako Pro kickboxing pesi welter -66.8 kg[112]
- Sanda
  - Campione italiano CKA sanda 2006 -70 kg[113]
  - Campione italiano CKA sanda 2007 -70 kg[114]

### Kickboxing amatoriale
- Sanda
  - Campionati italiani juniores CKA sanda 2005  -65 kg
  - Campionati italiani FIWuK sanda 2006  -70 kg[115]
  - Campionati italiani FIWuK sanda 2007  -70 kg
  - Campionati mondiali CKA sanda 2006  -70 kg[116]

## Record pugilato professionisti
| 31 Vittorie (27 per KO), 0 Sconfitte, 0 Pareggi |                             |                                                                |                                   |             |       |            |                                                                                         |
| Risultato                                       | Avversario                  | Evento                                                         | Modalità                          | Round       | Tempo | Data       | Note                                                                                    |
| Vittoria                                        | Jesús Antonio Correa Pinto  | Tirana Olympic Park, Tirana, Albania                           | KO (Gancio sinistro al fegato)    | 2(12),3:00  | 0:45  | 11-07-2025 | Vince titolo mondiale WBA ad Interim pesi superleggeri                                  |
| Vittoria                                        | Patricio Lopez Moreno       | Palacio de los Eventos, Maracaibo, Venezuela                   | KO(Diretto destro al corpo)       | 1(10),3:00  | 2:26  | 15-11-2024 | Vince titolo Internazionale WBA pesi super leggeri                                      |
| Vittoria                                        | Rordani Flores              | Palacio de los Eventos, Maracaibo, Venezuela                   | KO(Gancio sinistro alla tempia)   | 1(10),3:00  | 2:39  | 18-05-2024 | Vince titolo Fedecentro WBA pesi super welter                                           |
| Vittoria                                        | Eleazar Valenzuela Carrillo | Guasave, Sinaloa, Messico                                      | KO(Serie di colpi al corpo)       | 5(10),3:00  | 1:20  | 08-02-2023 | 66,5 kg                                                                                 |
| Vittoria                                        | Eleazar Valenzuela Carrillo | Landeros Gym, Guasave, Sinaloa, Messico                        | KO(Serie di colpi al corpo)       | 3(10),3:00  | 0:40  | 05-03-2022 | 65,0 kg                                                                                 |
| Vittoria                                        | Johan Perez                 | Salon SNTE 53 , Sinaloa, Messico                               | KO(Gancio sinistro al fegato)     | 2(12),3:00  | 0:56  | 19-03-2021 | Difende titolo mondiale WBC Silver pesi welter                                          |
| Vittoria                                        | Iván Guadalupe Álvarez Ruiz | Frontón Palacio Jai Alai, Tijuana, Messico                     | KOT (Diretto al corpo)            | 3(10),3:00  | 0:16  | 21-11-2020 | 68,8 kg                                                                                 |
| Vittoria                                        | Juan Ruiz                   | Plaza de toros, Cancún, Messico                                | Ritiro avversario (Costola rotta) | 3(12),3:00  | 3:00  | 26-10-2019 | Difende titolo mondiale WBC Silver pesi welter                                          |
| Vittoria                                        | Iván Guadalupe Álvarez Ruiz | Tuscany Hall, Firenze, Toscana                                 | KOT (Stop dell'arbitro)           | 1(12),3:00  | 1:40  | 26-04-2019 | Difende titolo mondiale WBC Silver pesi welter                                          |
| Vittoria                                        | Jesús Andrés Vega Villaman  | Gimnasio Óscar 'Tigre' García, Ensenada, Baja California       | KOT (Stop dell'arbitro)           | 3(12),3:00  | 1:26  | 27-10-2018 | Vince titolo mondiale WBC Silver pesi welter                                            |
| Vittoria                                        | Bryan Romero Castillo       | Domo Sindicato de Trabajadores IMSS, Tlalpan, Distrito Federal | KO (Gancio sinistro)              | 1(10),3:00  | 1:21  | 24-03-2018 | 66,5 kg                                                                                 |
| Vittoria                                        | Edgar Puerta                | Domo Sindicato de Trabajadores IMSS, Tlalpan, Distrito Federal | KO (Regola dei 3 Knock-down)      | 2(10),1:10  | 0:33  | 25-11-2017 | 69,0 kg                                                                                 |
| Vittoria                                        | Christián Valverde          | Salón de eventos JP, Cubilete, Guasave, Sinaloa                | TKO (Gancio destro)               | 2(10),3:00  | 0:33  | 02-06-2017 | 61,2 kg                                                                                 |
| Vittoria                                        | Jesús Valenzuela            | Score Sport Bar, Guasave, Sinaloa                              | TKO (Stop dell'arbitro)           | 2(10),3:00  | 0:42  | 20-05-2017 | 61,7 kg                                                                                 |
| Vittoria                                        | Jesús Antonio Ríos          | Auditorio Ernesto Rufo, Rosarito, Baja California              | TKO (Stop dell'arbitro)           | 3(12),3:00  | 0:47  | 22-04-2017 | Vince titolo mondiale World Boxing Federation e titolo internazionale IBF pesi leggeri. |
| Vittoria                                        | Carlos López                | Cancha Tecate, Sinaloa de Leyva, Sinaloa                       | KO (Stop dell'arbitro)            | 4(10),3:00  | 2:15  | 1-04-2017  | 66,5 kg                                                                                 |
| Vittoria                                        | Hugo Hernández              | Score Sport Bar, Guasave, Sinaloa                              | TKO (Diretto destro al viso)      | 1(10),3:00  | 2:39  | 18-03-2017 | 66,7 kg                                                                                 |
| Vittoria                                        | Plácido Pérez Soria         | Auditorio Pablo Colín, Cuautitlan Izcalli                      | TKO (Stop dell'arbitro)           | 1(6),3:00   | 2:25  | 04-02-2017 | 68,9 kg                                                                                 |
| Vittoria                                        | Adrián Reyes                | Club deportivo Tecate de Bachoco, Sinaloa                      | KO(Gancio Sinistro al viso)       | 1(8),3:00   | 2:42  | 21-01-2017 | 66,5 kg                                                                                 |
| Vittoria                                        | Mario Alberto Mondragón     | Jardín Principal, Coroneo, Guanajuato                          | KO (Colpi al corpo)               | 3(10),3:00  | 1:19  | 10-12-2016 | 66,8 kg                                                                                 |
| Vittoria                                        | Óscar Arenas                | Expo Feria, Tepeji del Río de Ocampo, Hidalgo                  | DQ (Squalifica)                   | 8(12),3:00  | 2:33  | 19-02-2013 | 58,9 kg                                                                                 |
| Vittoria                                        | Neftalí Pérez               | Expo Feria, Tepeji del Río de Ocampo, Hidalgo                  | TKO (Diretto destro)              | 1(8),3:00   | 1:15  | 09-02-2013 | 59,4 kg                                                                                 |
| Vittoria                                        | Tomás Sierra                | Auditorio Municipal, Tepeji del Río, Hidalgo                   | Decisione Unanime                 | 8(8), 3:00  | 3:00  | 29-01-2013 | 59,8 kg                                                                                 |
| Vittoria                                        | Mauricio Becerril           | Ex-Hacienda de Caltengo, Hidalgo                               | TKO (Diretto destro)              | 1(6), 3:00  | 1:13  | 12-01-2013 | 59,9 kg                                                                                 |
| Vittoria                                        | Eugenio López               | Palenque Recinto Ferial, Atlixco, Puebla                       | KO (Montante destro)              | 4(12), 3:00 | 0:44  | 28-12-2012 | Vince titolo FECARBOX WBC pesi superpiuma                                               |
| Vittoria                                        | Orlando García Guerrero     | Auditorio Municipal, San Juan Zitlaltepec                      | Per decisione (Unanime)           | 4(4), 3:00  | 3:00  | 15-12-2012 | 59,4 kg                                                                                 |
| Vittoria                                        | Hugo Pacheco                | Explanada Municipal, Tepeji del Rio, Hidalgo                   | TKO (Colpi al corpo)              | 1(8), 3:00  | 2:21  | 05-12-2012 | 58,9 kg                                                                                 |
| Vittoria                                        | Gabriel López               | Ex-Hacienda de Caltengo, Hidalgo                               | TKO (Diretto destro)              | 1(8), 3:00  | 1:31  | 14-11-2012 | 60,6 kg                                                                                 |
| Vittoria                                        | Leonardo Reséndiz           | Auditorio Municipal, Tepeji del Rio, Hidalgo                   | TKO (Montante sinistro)           | 1(8), 3:00  | 1:57  | 27-10-2012 | 63,8 kg                                                                                 |
| Vittoria                                        | Eduardo Vargas              | Arena Adolfo López Mateos, Tlalnepantla                        | TKO (Gancio sinistro)             | 2(4), 3:00  | 0:18  | 28-09-2012 | 61,6 kg                                                                                 |
| Vittoria                                        | Zoltan Janus Horvath        | Palazzetto Mario D'Agata, Arezzo                               | Per decisione (Unanime)           | 6(6), 3:00  | 3:00  | 27-01-2012 | 63,5 kg                                                                                 |

## Combattimenti professionistici kickboxing
| 49 Vittorie (43 per KO, 6 per decisione), 3 Sconfitte, 0 Pareggi |                     |                                               |                         |             |       |            |                                                                   |
| Risultato                                                        | Avversario          | Evento                                        | Modalità                | Round       | Tempo | Data       | Note                                                              |
| Vittoria                                                         | Gennady Liviu Petre | Palazzetto dello sport, San Giovanni Valdarno | KO (Colpi al corpo)     | 2(5), 3:00  | 1:10  | 20-02-2016 | Difende titolo mondiale K1 unificato WKA e IKTA pesi superleggeri |
| Vittoria                                                         | Aslan Marabayev     | Ristorante Big Foods, Sansepolcro, Italia     | TKO (Montante sinistro) | 3(3), 3:00  | 1:54  | 12-09-2015 | K1 prestige fight                                                 |
| Vittoria                                                         | Fabrizio Figarù     | Palazzetto dello sport, Sansepolcro           | KO (Montante sinistro)  | 2(5), 3:00  | 0:26  | 20-12-2014 | Difende titolo mondiale K1 unificato WKA e IKTA pesi superleggeri |
| Vittoria                                                         | Cosmin Zbranca      | Palasport "Le Caselle", Arezzo                | TKO (Montante sinistro) | 1(5), 3:00  | 1:23  | 05-10-2013 | Vince titolo mondiale K1 unificato WKA e IKTA pesi superleggeri   |
| Vittoria                                                         | Aleksandar Gogic    | Palazzetto dello sport, Sansepolcro           | Per decisione (unanime) | 5(5), 3:00  | 3:00  | 24-02-2012 | Vince titolo mondiale Wako Pro kickboxing pesi leggeri            |
| Vittoria                                                         | Alin Butnariuk      | Palasport, Trieste                            | Per decisione (unanime) | 3(3), 3:00  | 3:00  | 19-11-2011 | Trieste Fight Night K1 prestige fight -67 kg                      |
| Vittoria                                                         | Juan Manuel Ramirez | Palasport Rueglio, Torino                     | TKO (Montante sinistro) | 2(5), 3:00  | 0:21  | 02-07-2011 | Vince titolo mondiale Kombat League kickboxing pesi superwelter   |
| Vittoria                                                         | Rachid Boumalek     | Palamacchia, Livorno                          | KO (Diretto destro)     | 9(12), 2:00 | 1:23  | 19-11-2010 | Vince titolo mondiale Wako Pro full contact pesi medi             |
| Vittoria                                                         | Marco Ghibaudo      | Palacio Videmar, Distrito Federal             | Per decisione (unanime) | 7(7), 2:00  | 2:00  | 18-06-2010 | Vince titolo internazionale WMMAF full contact pesi superwelter   |
| Sconfitta                                                        | Ibrahim Chiahou     | Palazzetto dello sport, Sansepolcro           | Per decisione (divisa)  | 5(5), 3:00  | 3:00  | 06-03-2010 | Valido per titolo mondiale Wako Pro kickboxing pesi welter        |

## Record Mixed Martial Arts professionisti[126]
| 2 Vittorie (1 per KO), 0 Sconfitte, 0 Pareggi |                    |                                          |                        |            |       |            |          |
| Risultato                                     | Avversario         | Evento                                   | Modalità               | Round      | Tempo | Data       | Note     |
| Vittoria                                      | Emanuele Valentini | Ristorante Green Pub, San Giustino Umbro | Sottomissione (Armbar) | 2(3), 5:00 | 0:22  | 14-06-2018 | 67,00 kg |
| Vittoria                                      | Daniel Bellistri   | Ristorante Green Pub, San Giustino Umbro | KO (Ritirato)          | 1(3), 5:00 | 3:34  | 24-06-2016 | 66,50 kg |

## Record Mixed Martial Arts dilettanti
| 1 Vittoria (1 per KO), 0 Sconfitte, 0 Pareggi |               |                      |               |            |       |            |          |
| Risultato                                     | Avversario    | Evento               | Modalità      | Round      | Tempo | Data       | Note     |
| Vittoria                                      | Andrei Ruelle | Fight to win, Milano | KO (Ritirato) | 1(3), 3:00 | 3:00  | 03-06-2007 | 70,00 kg |